# Arkad

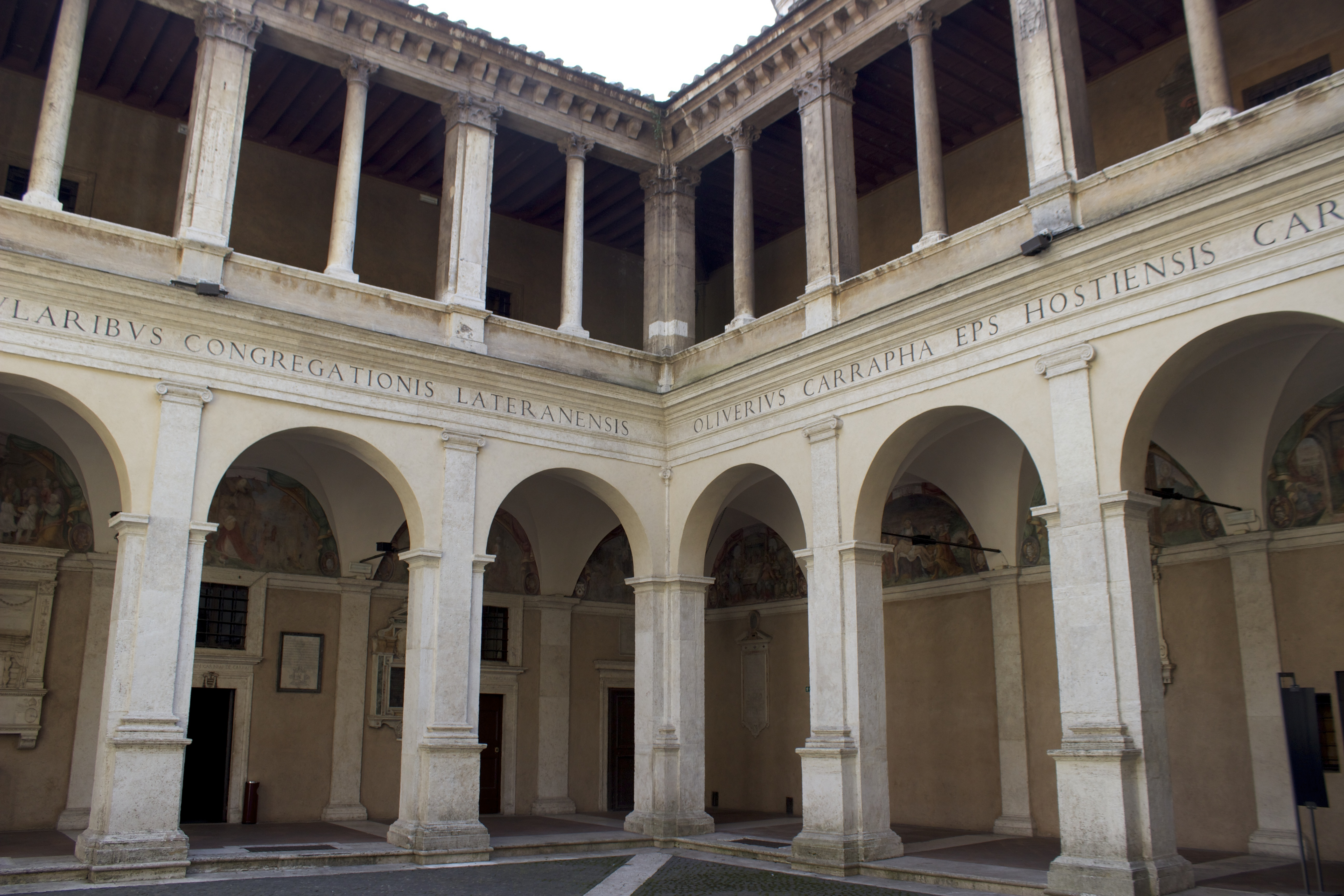
Arkader i klostergården vid Santa Maria della Pace i Rom.

Arkad (franska arcade, av latin arcus "båge") är en rad av valvbågar uppburna av kolonner eller pelare, antingen fristående eller som blindarkader, det vill säga försänkta i en vägg. Arkadens bågar bär i sin tur upp en mur, ett entablement eller ett tak. I utvidgad bemärkelse kan ordet även avse pelargång i allmänhet, till exempel i en byggnads bottenvåning.

## Se även

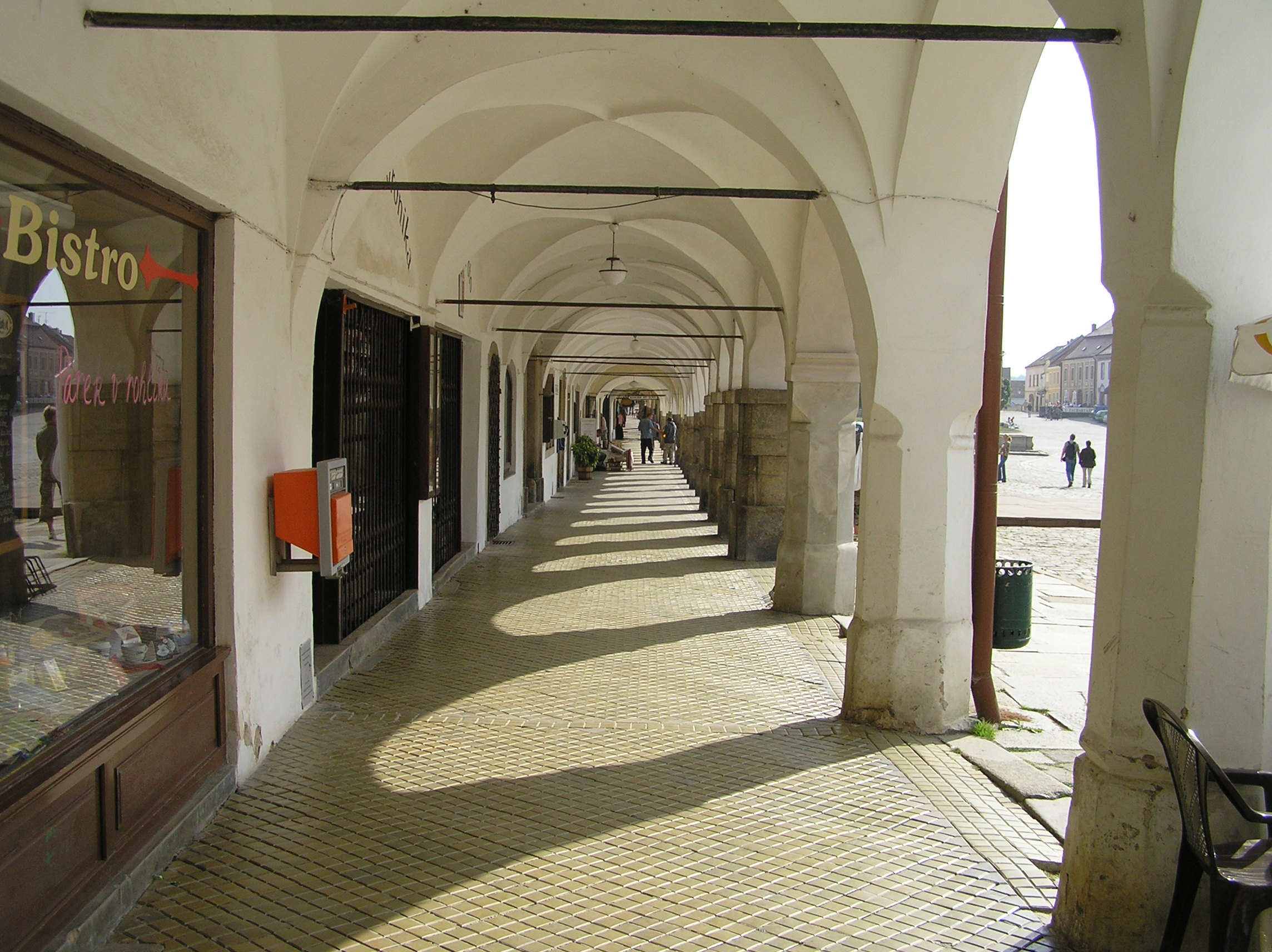
Arkad, eller båggång, vid torget i staden Telč, Tjeckien.